# Марисінек (гміна Стшеґово)
Марисінек (пол. Marysinek) — село в Польщі, у гміні Стшеґово Млавського повіту Мазовецького воєводства.
Населення — 210 осіб (2011).
У 1975-1998 роках село належало до Цехановського воєводства.

## Демографія
Демографічна структура станом на 31 березня 2011 року:
|          | Загалом | Допрацездатний вік | Працездатний вік | Постпрацездатний вік |
| -------- | ------- | ------------------ | ---------------- | -------------------- |
| Чоловіки | 108     | 27                 | 69               | 12                   |
| Жінки    | 102     | 21                 | 54               | 27                   |
| Разом    | 210     | 48                 | 123              | 39                   |